# シーサンパンナ・ガサ空港
シーサンパンナ・ガサ空港（中国語：西雙版納嘎灑国際機場）は中華人民共和国雲南省シーサンパンナ・タイ族自治州景洪市ガサ鎮に位置する空港。「シーサンパンナ空港」、「ガサ空港」、「西双版納嘎灑空港」あるいは、所在地の名をとって「景洪空港」とも表記される。

## 概要
景洪市中心部から約5.6kmの場所に位置する。以前、昆明-シーサンパンナの航空券は成都-ラサ線と同様、観光路線として現地の航空会社でのみ購入可能であった。

## 沿革
- 1987年12月1日　シーサンパンナ・ガサ空港の建設に着工する。
- 1989年10月1日　民航シーサンパンナ空港（空港管理会社）が成立し、中国雲南航空に所属することとなる。
- 1990年2月3日　民航西南管理局が昆明-シーサンパンナ線の就航を承認する。
- 1990年4月7日　民航シーサンパンナ空港として開港する。
- 1997年1月1日　国務院が同空港の国際線取り扱いを承認する。
- 2000年2月2日　タイ王国バンコクとの直行便が開設される。
- 2001年10月17日　バンコク・エアウェイズがバンコク路線の定期就航を開始する。
- 2001年12月31日　中国民用航空総局の体制改革により、航空会社と空港管理が分離される。同空港も中国雲南航空の管理から分離される。
- 2004年4月26日　雲南機場集団公司が成立し、同組織が同空港を管理することとなる。

## 主な就航航空会社と路線

### 国内線
- 中国国際航空（昆明、成都）
- 中国南方航空（昆明、重慶）
- 中国東方航空（昆明、成都、大理、麗江、上海/虹橋、上海/浦東）
- 中国西部航空（重慶）
- 雲南祥鵬航空（大理、麗江）
- 四川航空（昆明、麗江）
- 上海航空（昆明、上海/虹橋）
- 深圳航空（昆明）
- 昆明航空（昆明、長沙、上海/浦東）
- 北京首都航空（北京（首都））
- 瑞麗航空（麗江、太原）

### 国際線
- 瑞麗航空（チェンマイ、チエンラーイ）
- JCインターナショナル航空 （シアヌークビル、シェムリアップ）